# Webster (Florida)
Webster és una població dels Estats Units a l'estat de Florida. Segons el cens del 2004 tenia 819 habitants.

## Demografia
Segons el cens del 2000, Webster tenia 805 habitants, 294 habitatges, i 209 famílies. La densitat de població era de 235,5 habitants/km².
Dels 294 habitatges en un 36,1% hi vivien nens de menys de 18 anys, en un 38,8% hi vivien parelles casades, en un 26,2% dones solteres, i en un 28,9% no eren unitats familiars. En el 25,5% dels habitatges hi vivien persones soles el 10,5% de les quals corresponia a persones de 65 anys o més que vivien soles. El nombre mitjà de persones vivint en cada habitatge era de 2,7 i el nombre mitjà de persones que vivien en cada família era de 3,19.
Per edats la població es repartia de la següent manera: un 31,3% tenia menys de 18 anys, un 8,3% entre 18 i 24, un 25,5% entre 25 i 44, un 20,5% de 45 a 60 i un 14,4% 65 anys o més.
L'edat mediana era de 35 anys. Per cada 100 dones de 18 o més anys hi havia 81,3 homes.
La renda mediana per habitatge era de 18.000 $ i la renda mediana per família de 25.000 $. Els homes tenien una renda mediana de 28.523 $ mentre que les dones 22.361 $. La renda per capita de la població era de 9.823 $. Entorn del 28,7% de les famílies i el 30,6% de la població estaven per davall del llindar de pobresa.

## Poblacions més properes
El següent diagrama mostra les poblacions més properes.